# باشگاه فوتبال رنجرز
باشگاه فوتبال رنجرز (به انگلیسی: Rangers Football Club) باشگاه فوتبال اسکاتلندی است که در شهر گلاسگو قرار دارد و هم‌اکنون در پرمیرشیپ اسکاتلند بازی می‌کند. اگرچه نام رسمی آن نیست، اما اغلب به عنوان رنجرز گلاسگو در خارج از بریتانیا شناخته می‌شود. چهارمین باشگاه فوتبال قدیمی در اسکاتلند، رنجرز توسط چهار پسر نوجوان در حالی که در مارس ۱۸۷۲ در پارک وست اند (پارک کلوینگروو کنونی) قدم می‌زدند تأسیس شد، جایی که ایده تشکیل یک باشگاه فوتبال را مورد بحث قرار دادند و اولین بازی خود را مقابل تیم کالندر انجام دادند. در ماه مهٔ همان سال، کالندر در منطقه فلشرز هاو گلاسکو گرین منحل شد. زمین خانگی رنجرز، ورزشگاه آیبروکس، که توسط معمار استادیوم آرچیبالد لیچ طراحی شد و در سال ۱۹۲۹ افتتاح شد، سومین استادیوم بزرگ فوتبال در اسکاتلند است. این باشگاه در تمام طول تاریخ خود معمولا با پیراهن‌های آبی روشن بازی کرده است.
این باشگاه در سال ۱۸۷۲ (میلادی) برابر با ۱۲۵۱ خورشیدی تأسیس شده‌است.
رنجرز رقابت دیرینه و شدیدی را با تیم سلتیک دارد؛ رقابت این دو تیم که با عنوان اولد فِرم نیز شناخته می‌شوند، از دید برخی بزرگترین شهرآورد جهان به‌شمار می‌رود. گفتنی است که باشگاه رنجرز در سال ۲۰۱۲ به دلیل ورشکستگی به دسته چهار اسکاتلند سقوط داده شد اما در سال ۲۰۱۶ دوباره به لیگ برتر اسکاتلند بازگشت.

## اعلام ورشکستگی باشگاه فوتبال گلاسگو رنجرز
باشگاهی که سابقه پنجاه و چهار بار قهرمانی در لیگ برتر فوتبال اسکاتلند را دارد، در سال ۲۰۱۱ اعلام ورشکستگی می‌کند. بنا بر اطلاعیه‌ای که در پایگاه اینترنتی گلاسگو رنجرز منتشر شده، بدهی‌ها و جریمه‌های مالیاتی عامل ورشکستگی بوده‌اند.
گلاسگو رنجرز در پایگاه اینترنتی خود خبر ورشکستگی این باشگاه را تأیید کرد. دست‌اندرکاران این باشگاه با سابقه فوتبال اسکاتلند امیدوار بودند با این روش بتوانند توان مالی باشگاه را بازآفرینی کنند.
کریگ وایت، صاحب «گلاسگو رنجرز»، روز دوشنبه (۱۳ فوریه/ ۲۴ بهمن) اطلاعیه‌ای را در این خصوص در میان هواداران تیم و نمایندگان رسانه‌ها خواند.
به گزارش دویچه‌وله، گلاسگو رنجرز باید ۴۹ میلیون پوند (بیش از ۵۸ میلیون یورو) جریمه و بدهی مالیاتی بپردازد؛ موضوعی که باشگاه را تا ورشکستگی پیش برده‌است.
این تیم علاوه بر این، بر اساس آئین‌نامه مالی لیگ ۱۰ امتیاز هم از دست داد. فاصله «رنجرها» با این حساب با سلتیک گلاسگو، رقیب دیرینه و صدرنشین جدول آن فصل، بیشتر شد. این دو تیم در آن مقطع با ۶۵ و ۶۱ امتیاز از ۲۶ بازی در مکان‌های اول و دوم بودند. تیم اف ث مادروِل با ۴۲ امتیاز سوم بود.

### امکان فروش ورزشگاه و بازیکنان
گلاسگو رنجرز ظاهراً پنجمین باشگاه اسکاتلندی از زمان تشکیل لیگ برتر (۱۹۹۸) است که تلاش می‌کرد از راه اعلام ورشکستگی خود را نجات دهد. بنا بر اعلام مسئولین «رنجرز»، کارشناس حقوقی امور ورشکستگی که ۵ روز بعد از ورشکستگی به خدمت گرفته شد، بهترین گزینه را پیش روی باشگاه می‌گذاشت.
فروش بازیکن یا اخراج کارمندان از جمله گزینه‌های مد نظر بودند. فروش ورزشگاه «ایبراکس» (خانه گلاسگو) یا محل تمرینات این تیم نیز از دیگر گزینه‌ها بود.
کریگ وایت سال ۲۰۱۰ باشگاه گلاسگو را از یک شرکت فولاد خرید و به دلیل بدهی‌های مالی فراوان تنها یک پوند بابت این خرید پرداخت. در اطلاعیه اعلام ورشکستگی باشگاه آمده که مسئولیت نابسامانی‌های مالی کنونی به دوران پیش از مدیریت وایت بازمی‌گردد.
پرمیرشیپ اسکاتلند (لیگ برتر) بالاترین لیگ فوتبال باشگاهی این کشور است که «لیگ برتر کلادزدِیل-بانک» نیز نامیده می‌شود. این بانک حامی مالی اصلی لیگ برتر فوتبال اسکاتلند است.

### سقوط باشگاه رنجرز به دسته چهارم
زمانی که باشگاه رنجرز به دلیل بدهی اعلام ورشکستگی کرد، در ذهن هیچ‌کس نمی‌گنجید که رأی فدراسیون فوتبال اسکاتلند سقوط پرافتخارترین باشگاه فوتبال اسکاتلند به دسته چهارم باشد. زندگی در جهان سرمایه‌داری نشان می‌داد که چندان نمی‌توان به سنت‌ها احترام گذاشت. اما نزدیک به ۵۰ هزار طرفدار رنجرز این تیم را در اولین بازی در دسته چهارم همراهی کردند. رنجرز دو سال پیاپی قهرمان شد و به چمپیونشیپ اسکاتلند رسید و در سال ۲۰۱۶ مجدداً به لیگ برتر بازگشت.

## افتخارات داخلی

### لیگ برتر اسکاتلند
- قهرمان: (۵۵) بار

۱۸۹۱ ،۱۸۹۹ ،۱۹۰۰ ،۱۹۰۱ ،۱۹۰۲ ،۱۹۱۱ ،۱۹۱۲ ،۱۹۱۳ ،۱۹۱۸ ،۱۹۲۰ ،۱۹۲۱ ،۱۹۲۳ ،۱۹۲۴ ،۱۹۲۵ ،۱۹۲۷ ،۱۹۲۸ ،۱۹۲۹ ،۱۹۳۰ ،۱۹۳۱ ،۱۹۳۳ ،۱۹۳۴ ،۱۹۳۵ ،۱۹۳۷ ،۱۹۳۹ ،۱۹۴۷ ،۱۹۴۹ ،۱۹۵۰ ،۱۹۵۳ ،۱۹۵۶ ،۱۹۵۷ ،۱۹۵۹ ،۱۹۶۱ ،۱۹۶۳ ،۱۹۶۴ ،۱۹۷۵ ،۱۹۷۶ ،۱۹۷۸ ،۱۹۸۷ ،۱۹۸۹ ،۱۹۹۰ ،۱۹۹۱ ،۱۹۹۲ ،۱۹۹۳ ،۱۹۹۴ ،۱۹۹۵ ،۱۹۹۶ ،۱۹۹۷ ،۱۹۹۹ ،۲۰۰۰ ،۲۰۰۳ ،۲۰۰۵ ،۲۰۰۹ ،۲۰۱۰، ۲۰۱۱، ۲۰۲۱

### جام حذفی اسکاتلند
- قهرمان: (۳۴) بار

۱۸۹۴، ۱۸۹۷، ۱۸۹۸، ۱۹۰۳، ۱۹۲۸، ۱۹۳۰، ۱۹۳۲، ۱۹۳۴، ۱۹۳۵، ۱۹۳۶، ۱۹۴۸، ۱۹۴۹، ۱۹۵۰، ۱۹۵۳، ۱۹۶۰، ۱۹۶۲، ۱۹۶۳، ۱۹۶۴، ۱۹۶۶، ۱۹۷۳، ۱۹۷۶، ۱۹۷۸، ۱۹۷۹، ۱۹۸۱، ۱۹۹۲، ۱۹۹۳، ۱۹۹۶، ۱۹۹۹، ۲۰۰۰، ۲۰۰۲، ۲۰۰۳، ۲۰۰۸، ۲۰۰۹، ۲۰۲۲

### چمپیونشیت اسکاتلند
قهرمان: (۱)
۲۰۱۵_۱۶

### لیگ دسته سوم اسکاتلند
قهرمان: (۱)
۲۰۱۳_۱۴

### لیگ دسته چهارم اسکاتلند
قهرمان: (۱)
۲۰۱۲_۱۳

## جام اتحادیه اسکاتلند
- قهرمان: (۲۷) بار

۱۹۴۶–۴۷، ۱۹۴۸–۴۹، ۱۹۶۰–۶۱، ۱۹۶۱–۶۲، ۱۹۶۳–۶۴، ۱۹۶۴–۶۵، ۱۹۷۰–۷۱، ۱۹۷۵–۷۶، ۱۹۷۷–۷۸، ۱۹۷۸–۷۹، ۱۹۸۱–۸۲، ۱۹۸۳–۸۴، ۱۹۸۴–۸۵، ۱۹۸۶–۸۷، ۱۹۸۷–۸۸، ۱۹۸۸–۸۹، ۱۹۹۰–۹۱، ۱۹۹۲–۹۳، ۱۹۹۳–۹۴، ۱۹۹۶–۹۷، ۱۹۹۸–۹۹، ۲۰۰۱–۰۲، ۲۰۰۲–۰۳، ۲۰۰۴–۰۵، ۲۰۰۷–۰۸، ۲۰۰۹–۱۰، ۲۰۱۰–۱۱

### بازیکنان
- دیوید تمپلتون
- رونالد دی بوئر
- فرانک دی بوئر

### افتخارات خارجی
- قهرمان جام در جام اروپا (۱۹۷۲)
- نایب قهرمان: (۲) بار

جام یوفا
- نایب قهرمان: (۱) بار (۲۰۲۲)